# Follonica Hockey 2023-2024
Questa voce raccoglie le informazioni riguardanti il Follonica Hockey nelle competizioni ufficiali della stagione 2023-2024.

## Maglie e sponsor
Lo sponsor ufficiale per la stagione 2023-2024 è Consorzio Maremanno Cave.
| 1ª divisa | 2ª divisa |

## Organigramma societario
- Presidente: Franco Ciullini
- Vicepresidente:
- Consiglieri:
- Direttore sportivo: Simone Pantani
- Segretaria:
- Addetto stampa: Leonida Romualdi

## Organico

### Giocatori
| N° | Naz.                 | Ruolo | Sportivo          |  |  |  |
| -- | -------------------- | ----- | ----------------- |  |  |  |
| 4  | Italia (bandiera)    | D     | Federico Buralli  |  |  |  |
| 5  | Italia (bandiera)    | D     | Davide Banini     |  |  |  |
| 7  | Italia (bandiera)    | D     | Federico Pagnini  |  |  |  |
| 9  | Italia (bandiera)    | A     | Marco Pagnini     |  |  |  |
| 11 | Italia (bandiera)    | P     | Marco Mugnaini    |  |  |  |
| 15 | Italia (bandiera)    | D     | Francesco Banini  |  |  |  |
| 29 | Italia (bandiera)    | P     | Leonardo Barozzi  |  |  |  |
| 49 | Italia (bandiera)    | A     | Mattia Maldini    |  |  |  |
| 57 | Italia (bandiera)    | A     | Oscar Bonarelli   |  |  |  |
| 75 | Argentina (bandiera) | D     | Fernando Montigel |  |  |  |
| 77 | Italia (bandiera)    | A     | Alberto Cabiddu   |  |  |  |

### Staff tecnico
- Allenatore:  Sérgio Silva

## Mercato
| Acquisti | Acquisti         | Acquisti                      | Acquisti |
| R.       | Nome             | da                            |          |
| -------- | ---------------- | ----------------------------- | -------- |
| D        | Federico Buralli | Follonica (Settore giovanile) |          |
| A        | Mattia Maldini   | CGC Viareggio                 |          |

| Cessioni | Cessioni | Cessioni | Cessioni |
| R.       | Nome     | a        |          |
| -------- | -------- | -------- | -------- |